# Stylobasium
Stylobasium é um género botânico pertencente à família Surianaceae.
1. ↑  «Stylobasium — World Flora Online». www.worldfloraonline.org. Consultado em 19 de agosto de 2020